# باشگاه ورزشی الوحده (سوریه)
باشگاه ورزشی الوحده سوریه (به عربی:نادی الوحدة السوری) یک باشگاه ورزشی در شهر دمشق و در کشور سوریه می‌باشد که تیم فوتبال آن در لیگ برتر فوتبال سوریه بازی می‌کند.
این باشگاه در سال ۱۹۲۸ میلادی تأسیس شده‌است.
الوحده یک بار در سال ۲۰۰۴ به مقام قهرمانی لیگ برتر سوریه رسیده‌است. همچنین در همین سال به مقام نایب قهرمانی ای‌اف‌سی کاپ دست یافت.

## عملکرد در مسابقات AFC
- لیگ قهرمانان آسیا ۲

۲۰۰۴: نایب قهرمان